# حفلة شاي الساحر
حفلة شاي السّاحر هي حكاية خرافية كتبتها الكاتبة والناشطة البريطانية في حركة حق المرأة في التصويت إيفيلين شارب سنة 1900.

## الملخص
يحكم العاهل الصغير ويستفول، وهو طفل في الثامنة من عمره، جزرًا كانت تُعرف سابقًا بجزر البهجة، لكنه أعاد تسميتها جزر الملل، نظرًا لشعوره بأن مملكته أكثر الأماكن مللًا وبشاعةً وإرهاقًا في العالم.
في أحد الأيام، خرج من بوابات القصر بحثًا عن شيء يثير اهتمامه ويخرج من حالة الضجر التي يعيشها. أثناء تجواله في مملكته، سمع صوت فتاة صغيرة تغني له أغنية تحمل دعوة للفرح واللعب، كلماتها تشجع على الاستمتاع بالحياة:
غنِّ غنِّ! لا تتأخّر!
ويستفول، ويستفول، هيا نلعب!
غنِّ غنِّ! من غير مبرّر
أن تبقى بعيدًا لا تقترب!
الدنيا جميلة يا صغيري،
فلماذا يبدو وجهك حزينًا؟…
اقترب ويستفول من مصدر الصوت ليجد فتاة تدعى آي برايت، تتسم عيناها ببريق خاص. أخبرته أن الساحر هو من علّمها تلك الأغنية، وأنها تغنيها يوميًا في انتظاره.
تبادل الطفلان الحديث، وناقشا شعورهما تجاه مملكة ويستفول. رغم عدم اقتناع ويستفول الكامل، وافق على مرافقة آي برايت لزيارة الساحر في الجزيرة الوسطى. عبر الطفلان الغابات، ثم ركبوا قاربًا للوصول إلى كهف الساحر، حيث استقبلهما ودعاهما لحفلة شاي.
أوضح الساحر أن السبب في عدم قدرة ويستفول على رؤية جمال مملكته هو غبار سحري رماه الكائنات المعروفة بالويمبس في عينيه عندما كان رضيعًا، مما منع إدراكه جمال المملكة.
أرسلهما الساحر إلى أرض الويمبس، حيث التقيا بأحدهم الذي أخبرهما بأن الحل الوحيد يكمن في تبديل العيون بين ويستفول وآي برايت. وافقت آي برايت دون تردد، وأُجري التبديل.
عند عودتهما، أصبح ويستفول قادرًا على رؤية مملكته بجمالها الحقيقي، بينما رأت آي برايت العالم بعينيه القديمتين، وشاركت الرأي ذاته.
تختتم القصة بالإشارة إلى وجود ملكة ترافق العاهل في حكم جزر الملل، لكنها ترى كل شيء من خلال عينيه هو، لا من خلال عينيها.